# Алту-Парагуай
Алту-Парагуай (порт. Alto Paraguai) — муниципалитет в Бразилии, входит в штат Мату-Гросу. Составная часть мезорегиона Юго-центральная часть штата Мату-Гроссу. Входит в экономико-статистический микрорегион Алту-Парагуай. Население составляет 5702 человека на 2006 год. Занимает площадь 2052,519 км². Плотность населения — 2,8 чел./км².

## История
Город основан 16 декабря 1953 года. 

## Статистика
- Валовой внутренний продукт на 2003 год составляет 35 764 421,00 реалов (данные: Бразильский институт географии и статистики).
- Валовой внутренний продукт на душу населения на 2003 год составляет 5085,23 реалов (данные: Бразильский институт географии и статистики).
- Индекс развития человеческого потенциала на 2000 год составляет 0,704 (данные: Программа развития ООН).